# Системообразующие страховые компании
Системообразующие страховые компании (или системно значимые страховые компании) — страховые компании, контролирующие значительную долю мирового или национального страхового рынка и тесно интегрированные в глобальные или локальные финансовые рынки. Проблемы даже у одной компании, включенной в категорию системообразующих, грозят серьезными потрясениями для глобальной (или национальной) финансовой системы и поэтому к ним должны предъявляться повышенные требования по устойчивости и надёжности со стороны государственных и надгосударственных органов страхового надзора.
Впервые о необходимости выделения системообразующих финансовых (в том числе — и страховых) компаний для организации более пристального надзора и контроля заговорили в ходе глобального финансового кризиса 2007—2008 годов и по его итогам, когда минфин США представил план реформы деятельности крупных системообразующих финансовых компаний, предполагавший создание единого регулятора. Во время этого кризиса правительству США пришлось предпринять чрезвычайные меры для недопущения банкротства крупнейшей страховой компании AIG.
К лету 2013 года Совет по финансовой стабильности (FSB) сформировал список из 9 страховых компаний, проблемы которых могут угрожать стабильности всей мировой финансовой системы:
- Allianz
- AIG
- MetLife
- Prudential Financial
- AXA
- Aviva
- Prudential plc
- Ping An Insurance
- Assicurazioni Generali

## Системообразующие страховые компании России
Впервые термин «системообразующие страховые компании» в России начал употребляться в конце XX — начале XXI веков. Его часто использовали для обозначения особо крупных и значимых для страхового рынка страховщиков, таких как «Росгосстрах» (с 2000 года), «РЕСО-Гарантия» (с 2008 года) и других.
В начале 2010 года для мониторинга состояния системообразующих банков и страховых компаний при президентском совете по развитию финансового рынка были созданы две межведомственные рабочие группы — по координации законодательных инициатив и нормативного регулирования и по мониторингу ситуации на финансовом рынке. В октябре 2012 года в качестве системообразующих или системно значимых страховых компаний ФСФР назвала всех страховщиков из топ-20 по размерам собираемой премии и установила за ними особый контроль. Окончательное нормативное закрепление термин «системно значимые страховые компании» получил в приказе Банка России от 16 января 2014 года № 14-2/пз «Об осуществлении функций по контролю и надзору за соблюдением требований страхового законодательства системно значимыми страховыми организациями». На его основании ЦБ РФ составил список двадцати крупнейших системообразующих страховых компаний России.

### Список системно значимых страховых компаний РФ[10][11]
| № п/п | Наименование                                | Номер в реестре | Страховые премии, тыс. р. (2011) | Доля рынка (2011) |
| ----- | ------------------------------------------- | --------------- | -------------------------------- | ----------------- |
| 1     | «Росгосстрах»                               | 977             | 84 304 685                       | 12,69 %           |
| 2     | «Страховое общество газовой промышленности» | 1208            | 54 921 392                       | 8,27 %            |
| 3     | «Ингосстрах»                                | 1209            | 52 769 331                       | 7,94 %            |
| 4     | «РЕСО-Гарантия»                             | 1911            | 44 935 379                       | 6,76 %            |
| 5     | «ВСК»                                       | 621             | 29 676 816                       | 4,47 %            |
| 6     | «АльфаСтрахование»                          | 2239            | 28 233 277                       | 4,25 %            |
| 7     | «Страховая компания „Согласие“»             | 1307            | 25 709 439                       | 3,87 %            |
| 8     | Страховая компания «Альянс»                 | 290             | 21 522 538                       | 3,24 %            |
| 9     | «Страховая группа МСК»                      | 461             | 19 424 711                       | 2,92 %            |
| 10    | «Группа Ренессанс Страхование»              | 1284            | 14 309 251                       | 2,15 %            |
| 11    | «Московская акционерная страховая компания» | 1427            | 12 287 194                       | 1,85 %            |
| 12    | «Страховая группа „УралСиб“»                | 983             | 11 223 667                       | 1,69 %            |
| 13    | «Страховое общество ЖАСО»                   | 263             | 10 469 143                       | 1,58 %            |
| 14    | «Югория»                                    | 3211            | 9 402 706                        | 1,42 %            |
| 15    | «Страховая компания „ВТБ Страхование“»      | 3398            | 8 530 845                        | 1,28 %            |
| 16    | «Дженерали ППФ Страхование жизни»           | 3609            | 8 269 847                        | 1,25 %            |
| 17    | «Страховая компания „Транснефть“»           | 1864            | 7 485 702                        | 1,13 %            |
| 18    | «Капитал Страхование»                       | 1298            | 7 141 213                        | 1,08 %            |
| 19    | «Страховая компания „Цюрих“»                | 1083            | 6 863 934                        | 1,03 %            |
| 20    | «Гута-Страхование»                          | 1820            | 6 219 389                        | 0,94 %            |